# دی‌اس‌دی
دی‌اس‌دی (انگلیسی: Det Stavangerske Dampskibsselskap) شرکت کشتیرانی نروژی است، که در سال ۱۸۵۵ تأسیس شد.